# Franciszek Zagórski
Franciszek Zagórski herbu Ostoja – marszałek konfederacji województwa kijowskiego w konfederacji radomskiej w 1767 roku, starosta owrucki w latach 1747–1766, porucznik chorągwi husarskiej miecznika wielkiego litewskiego Radziwiłła w Pułku Hetmana Polnego Koronnego w 1760 roku. 
Poseł województwa wołyńskiego na sejm 1748 roku. Poseł województwa kijowskiego na sejm konwokacyjny 1764 roku. W 1764 roku był elektorem Stanisława Augusta Poniatowskiego z województwa kijowskiego i posłem tego województwa na sejm elekcyjny 1764 roku, jako deputat podpisał jego pacta conventa. Poseł województwa kijowskiego na Sejm Czaplica 1766 roku.